# May-Hegglin-Anomalie
Die May-Hegglin-Anomalie (MHA) ist eine sehr seltene autosomal-dominante Erbkrankheit, bei der die Blutplättchen verändert sind. Sie wird durch eine Mutation des MYH9-Gens verursacht. Die May-Heggelin-Anomalie gehört zusammen mit dem Sebastian-Syndrom, dem Fechtner-Syndrom und dem Epstein-Syndrom zur Gruppe der MYH9-assoziierten Erkrankungen. Die MHA ist von diesen ausgesprochen seltenen Erkrankungen die häufigste Form.

## Ursache und Genetik

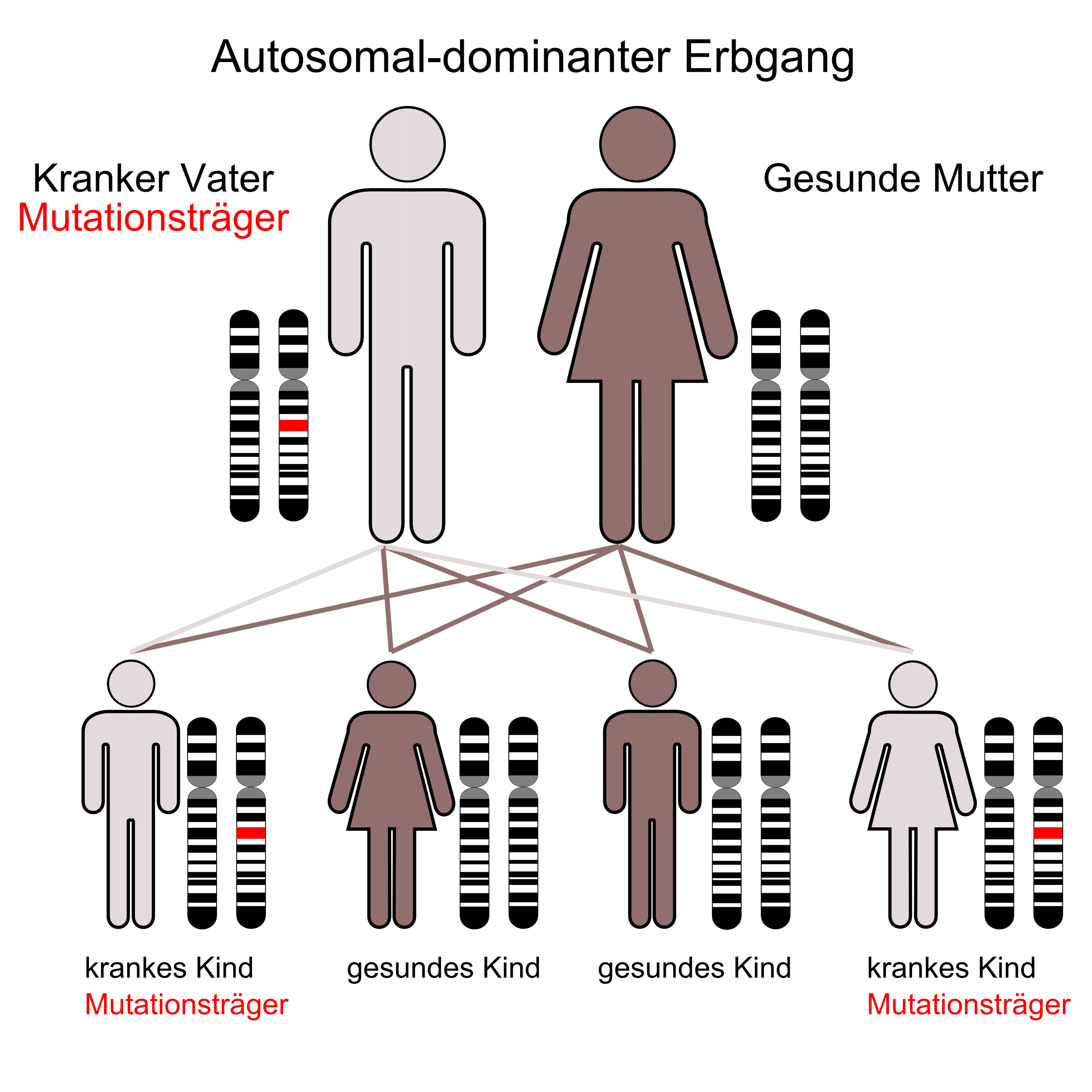
Der autosomal-dominante Erbgang

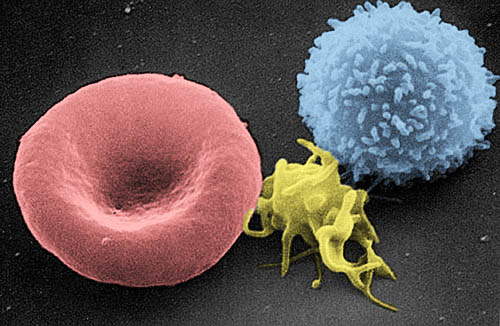
Von links nach rechts: Erythrozyt (rotes Blutkörperchen), Thrombozyt (aktiviert) und Leukozyt

Die Ursache der MHA ist eine Punktmutation des MYH9-Gens, das sich beim Menschen auf Chromosom 22 Genlocus q11.2 befindet.
Das Gen kodiert für die schwere Kette eines  Nicht-Muskel-Myosins Typ IIA (NMMHC-IIA). Dieses Protein wird in einigen Blutzellen, unter anderem in Granulozyten und Thrombozyten, in der Hörschnecke (Cochlea) und in den Nieren exprimiert. Die Mutation bewirkt offensichtlich eine Konformationsänderung im Kopf des NMMHC-IIA-Proteins. Die Folge davon ist eine Störung der Aggregation des Proteins zu Döhle-Körperchen, was eine fehlerhafte Organisation des Zytoskeletts in den Megakaryozyten, den Vorläuferzellen der Thrombozyten bewirkt. Dies ist die Ursache für die Makrothrombozytopenie, die sich durch einen Mangel an Thrombozyten (eine sogenannte Thrombozytopenie) und übergroßen Thrombozyten mit Leukozyteneinschlüssen manifestiert. Die Größe der Thrombozyten kann dabei die von Erythrozyten sogar übertreffen.

## Symptome und Diagnose
MHA-Patienten weisen einen Mangel an Thrombozyten (Thrombozytopenie), sowie zusätzlich eine Funktionsstörung der Thrombozyten (Thrombozytopathie) auf. Die vorhandenen Thrombozyten sind erheblich größer als bei nicht betroffenen Menschen (Makrothrombozytopenie).
Im Gegensatz zum Epstein- und Fechtner-Syndrom entwickeln die Patienten keinen Hörverlust und keine Glomerulonephritis.

## Therapie
Die Therapie erfolgt im Wesentlichen symptomatisch. Vor Operationen ist unter Umständen eine Thrombozytentransfusion notwendig.

## Epidemiologie und Prävalenz
Aufgrund der Seltenheit der May-Hegglin-Anomalie sind keine gesicherten Daten bezüglich der Epidemiologie und der Prävalenz verfügbar. Die Prävalenz wird auf 1:500.000 geschätzt.

## Prognose
Die meisten Patienten haben eine normale Lebenserwartung.

## Entdeckung
Die May-Heggelin-Anomalie wurde erstmals 1909 von dem Münchner Internist Richard May (1863–1937) bei einer 24 Jahre alten Patientin beschrieben. Er fand in ihrem peripheren Blut Einschlüsse in den Leukozyten. 1945 berichtete der Schweizer Internist Robert Hegglin (1907–1969) von Riesenthrombozyten mit Thrombozytopenie und Einschlüssen in Leukozyten bei zwei Generationen einer Familie.